# Pepe Jeans
Pepe Jeans London, ou simplement Pepe Jeans, est une marque anglaise de jeans et de denim vendue dans le monde entier.

## Histoire

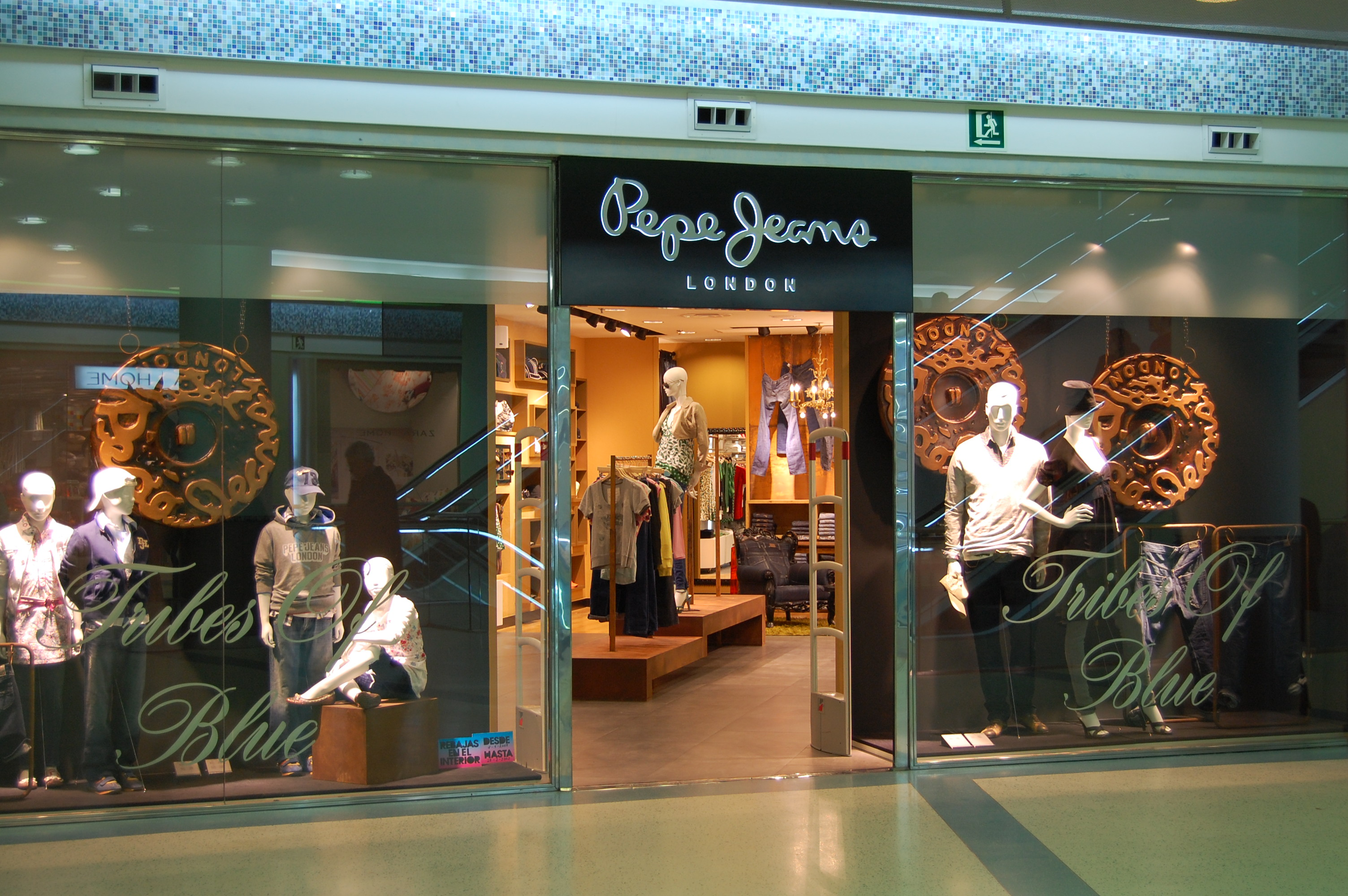
Un magasin Pepe Jeans à Vigo en Espagne

En 1973, trois frères Nitin Shah, Arun Shah et Milan Shah, ouvrent une petite « jeanerie » sur le marché de Portobello Road, à l'ouest de Londres, afin de vendre leurs créations. Les frères Shah rencontrent un franc succès, si bien qu'en 1975 ils possèdent quatre boutiques à travers la capitale londonienne. L'accroissement rapide de leur nouvelle société, PEPE (UK) Ltd., leur permet d'ouvrir un magasin sur Kings Road ainsi qu'un atelier et des bureaux.
Dans les années 80, Pepe Jeans est numéro un du marché anglais du jean, devançant ses concurrents américains. C'est ainsi que la marque s’attaque à l’international; aux États-Unis pour commencer où elle implante des bureaux et y ouvre une boutique (1984).
L'entreprise Pepe Jeans a ensuite été rachetée par l'espagnol Vicente Castellano en 1989.
Les années 1980 seront des années de développement pour l'entreprise. De célèbres groupes tels que les Smiths entrent sous contrat avec la marque pour des campagnes de pub.
En 1992, Pepe Jeans introduit son logo actuel.
La marque prend l'habitude de n'utiliser pour ses publicités que les mannequins les plus renommés, comme Alexa Chung, Sienna Miller, Cara Delevingne,, Kate Moss ou Natalia Vodianova.
En avril 2015, M1 Fashion acquiert Pepe Jeans en rachetant les 61% que détenaient les deux fonds d'investissement vendeurs, Torreal et Arta Capital, pour un montant estimé à environ 900 millions d'euros. L Capital Asia, un fonds d'investissement contrôlé par LVMH, reste actionnaire de l'entreprise à hauteur de 12%, tandis que Carlos Ortega, PDG de l'entreprise, possèderait 22 % et les équipes dirigeantes les derniers 8 %.
En 2019, Dua Lipa devient l'ambassadrice mondiale de la marque.